# Парламентские выборы на Кубе (2013)
Выборы в 8-ю Национальную ассамблею народной власти Кубы прошли 3 февраля 2013 года. На выборах на безальтернативной основе избирались 1269 делегатов провинциальных собраний народной власти и 612 членов парламента. Все кандидаты были избраны при явке 90 %.

## Избирательная система
Национальная ассамблея народной власти является однопалатным парламентом Кубы, в него входят 612 депутатов, избираемых по одному от каждого округа. Чтобы быть избранными, кандидаты должны получить не менее 50% голосов, в противном случае место остаётся вакантным и по решению Государственного совета должны пройти перевыборы.
Каждый округ представлен единственным кандидатом, одобренным Национальной комиссией по кандидатам. По избирательному закону 50% кандидатов должны быть муниципальными служащими, остальные кандидаты представляют комитеты защиты революции, группы фермеров, студентов, женщин и молодёжь.

## Контекст выборов
Фидель Кастро был заранее заявлен делегатом Национальной ассамблеи. С другой стороны, 75-летний Рикардо Аларкон, бывший президентом Национальной ассамблеи на протяжении 20 лет, не был представлен на выборах, что связывали с его трениями с Раулем Кастро. Помощник Аларкона Мигель Альварес был арестован в 2012 году по подозрению в коррупции и шпионаже. Более того, на одной из встреч со студентами Аларкон на вопрос об ограничениях выездов за рубеж ответил, что отмена таких ограничений провела бы к слишком большому количеству самолётов в небе. Такое объяснение вызвало массу насмешек. Среди кандидатов на пост президента Национальной ассамблеи Бруно Родригес и Марино Мурильо. 
Кубинское телевидение показало голосующего на избирательном участке 86-летнего Фиделя Кастро, не появлявшегося до этого на публике в течение нескольких месяцев.

## Результаты
Явка на выборах составила около 90 % (7 877 906 голосов). Действительных бюллетеней было 94 %, пустых — 4,63 %, недействительных — 1,20 %. Все 612 кандидатов в Национальное собрание и 1 269 кандидатов в провинциальные собрания были избраны.
| Партия                     | Голосов   | %      | Мест |
| -------------------------- | --------- | ------ | ---- |
| Положительные голоса       | 7 418 522 | 94,17  | 612  |
| Пустые бюллетени           | 364 576   | 4,63   | —    |
| Недействительные бюллетени | 94 808    | 1,20   | —    |
| Всего                      | 7 877 906 | 100,00 | 612  |
| Участие в выборах          |           | 89,68  | —    |
| Источник: Portal Cuba      |           |        |      |

## Последствия
Национальная ассамблея собралась на первое заседание 24 февраля. Рауль Кастро был переизбран председателем госсовета Кубы. На заседании он заявил, что это его последний срок как председателя госсовета Кубы, что означало, что он сложит с себя полномочия в 2018 году. Ранее он также заявлял, что необходимо ввести возрастной ценз для руководящего состава и ограничение в два срока на посту, включая пост председателя. На собрании присутствовал Фидель Кастро.